# Kleinschwarzach

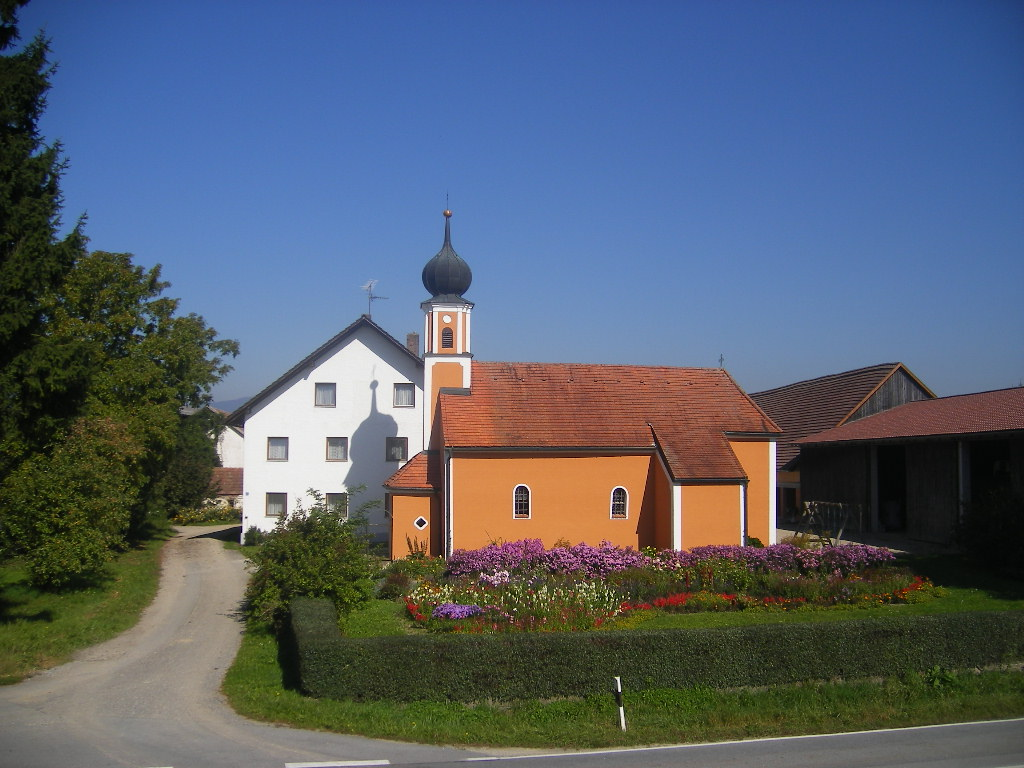
Die Filialkirche St. Johannes der Täufer am Ortseingang

Kleinschwarzach ist ein Gemeindeteil der Gemeinde Offenberg im niederbayerischen Landkreis Deggendorf. Der Gemeindeteil hatte am 31. Dezember 2023 51 Einwohner.

## Lage
Das Dorf Kleinschwarzach liegt am Nordufer der Donau an der Mündung der Schwarzach etwa zwei Kilometer südlich von Offenberg.

## Geschichte
Eine bei Kleinschwarzach gefundene Schale wird der Glockenbecherkultur vom Ende der Jungsteinzeit zugerechnet.
Bei der Bildung der Steuerdistrikte 1808 wurde Kleinschwarzach dem Steuerdistrikt Metten zugeschlagen. Weil Kleinschwarzach aber zur Pfarrei und Schule Neuhausen gehörte, gelangte es bei der Gemeindebildung 1821 mit Neuhausen zur Gemeinde Offenberg.
Am 8. Mai 1831 richtete Kleinschwarzach zusammen mit den Ortsteilen Neuhausen, Hubing und Unterried die Bitte an den König, von der Gemeinde Offenberg abgetrennt und polizeilich der Stadt Deggendorf zugeteilt zu werden, was jedoch am 10. März 1832 endgültig abgelehnt wurde. Am 7. Januar 1862 brach in dem Stadel des Bauern Fierlbeck ein Brand aus, der beträchtlichen Schaden anrichtete.
Westlich von Kleinschwarzach wurde am 5. Oktober 1988 das Naturschutzgebiet Vogelfreistätte Graureiherkolonie bei Kleinschwarzach mit den Gebietsteilen Brutbiotop und Nahrungsbiotop errichtet.

## Baudenkmäler
- Filialkirche St. Johannes der Täufer. Sie wurde um 1400 erbaut und erhielt ihren Dachreiter Anfang des 18. Jahrhunderts. Im Inneren besitzt die Kirche einen barocken Akanthus-Altar um 1700 und spätgotische Fresken im Altarbereich, welche Szenen aus dem Leben Johannes des Täufers zeigen.